# Begónie

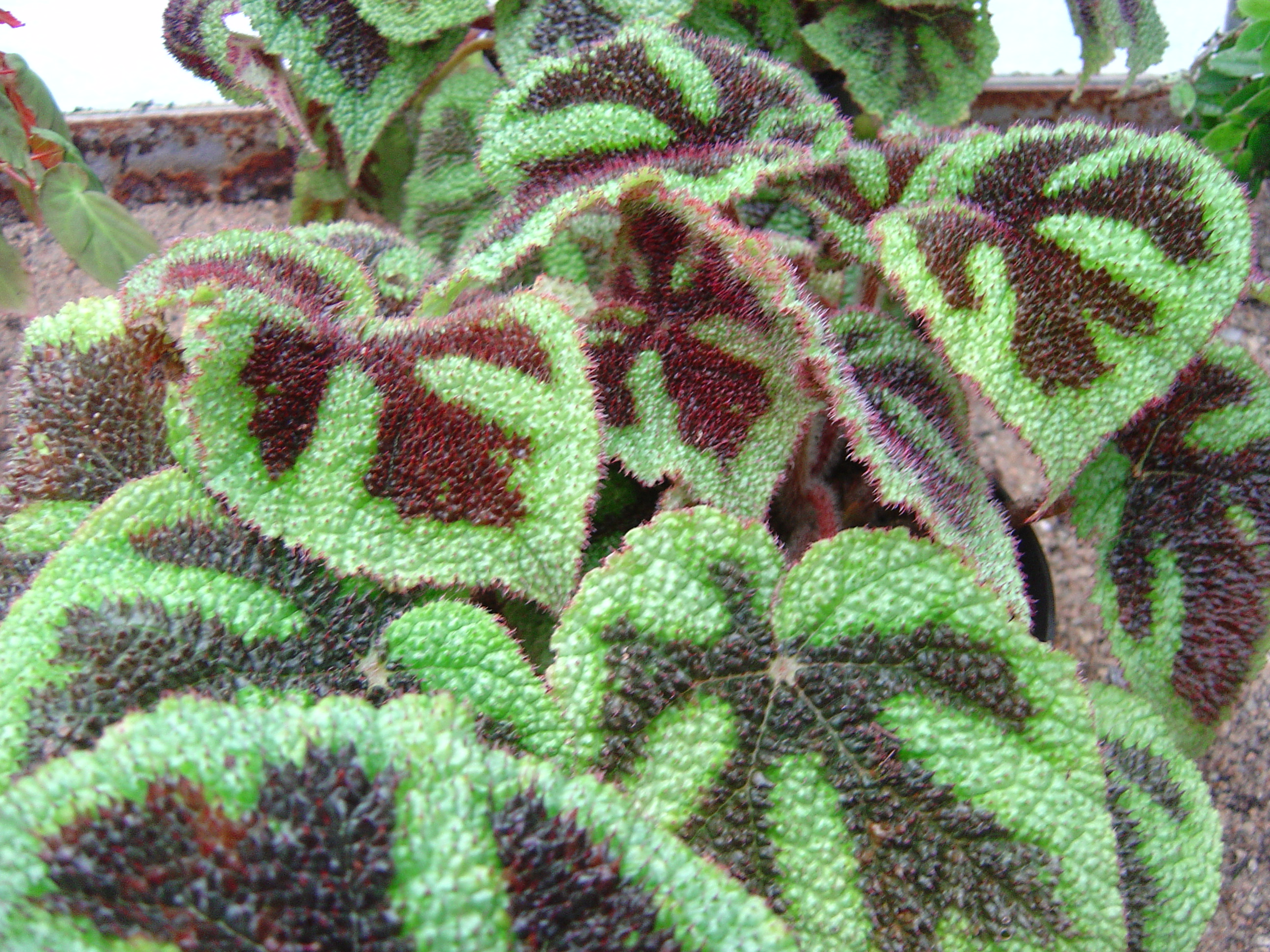
Pozoruhodně formovaný list Begonia masoniana

Begonie je rod rostlin z čeledi kysalovité (Begoniaceae).

## Použití
Mnoho druhů a vyšlechtěných kultivarů se používá jako okrasné rostliny. Různé skupiny begónií mají různé požadavky, ale většina druhů pochází z tropických oblastí, a proto vyžadují vyšší teploty. Rostou jako lesní podrost a proto vyžadují světlý stín, několik druhů toleruje i plné slunce (výsluní), zvláště v teplejším podnebí. Obecně lze říci, že begonie vyžadují propustný humózní substrát, která není zamokřený, ani nezůstává zcela suchý. Mnoho begonií roste a kvete celočně, ale hlízovité begonie (Begonia tuberhybrida) mají obvykle latentní období, během kterého hlízy mají být ukládány na chladném a suchém místě.
Begonie ze skupiny „semperflorens“ se často pěstují jako záhonové okrasné rostliny. Nedávno skupina hybridů získaná z této skupiny je uváděna na trh jako „Dragonwing Begonias“. Tyto rostliny jsou mnohem větší, jak listy, tak květy. Hlízovité begonie jsou často používány jako hrnkové rostliny. V mírném podnebí se begonie pěstují jako letničky nebo pokojové či skleníkové rostliny.

### Kultivary
- Begonia 'Immense'
- Begonia × sedenii
- Begonia × semperflorens-cultorum hort.
- Begonia × tuberhybrida Voss – Tuberous begonias (cultivar group)

## Historie
Begónie byla objevena v 17. století francouzským františkánským mnichem Charlesem Plumierem, který ji nazval na počest intendanta francouzského námořnictva Michela Bégona, s nímž se setkal během vědecké výpravy na Antily. Šest objevených druhů begónie většinou s drobnými růžovými květy popsal Plumier ve svém spise „Nova plantarum americanum genera“ (1703). Do Evropy byla první begónie (begonie různobarvá / begonia discolor) dovezena až téměř o století později z východní Indie. Presl dal begónii český název křivolist s alternativou kysala, ani jeden z nich se ovšem neujal.

## Galerie

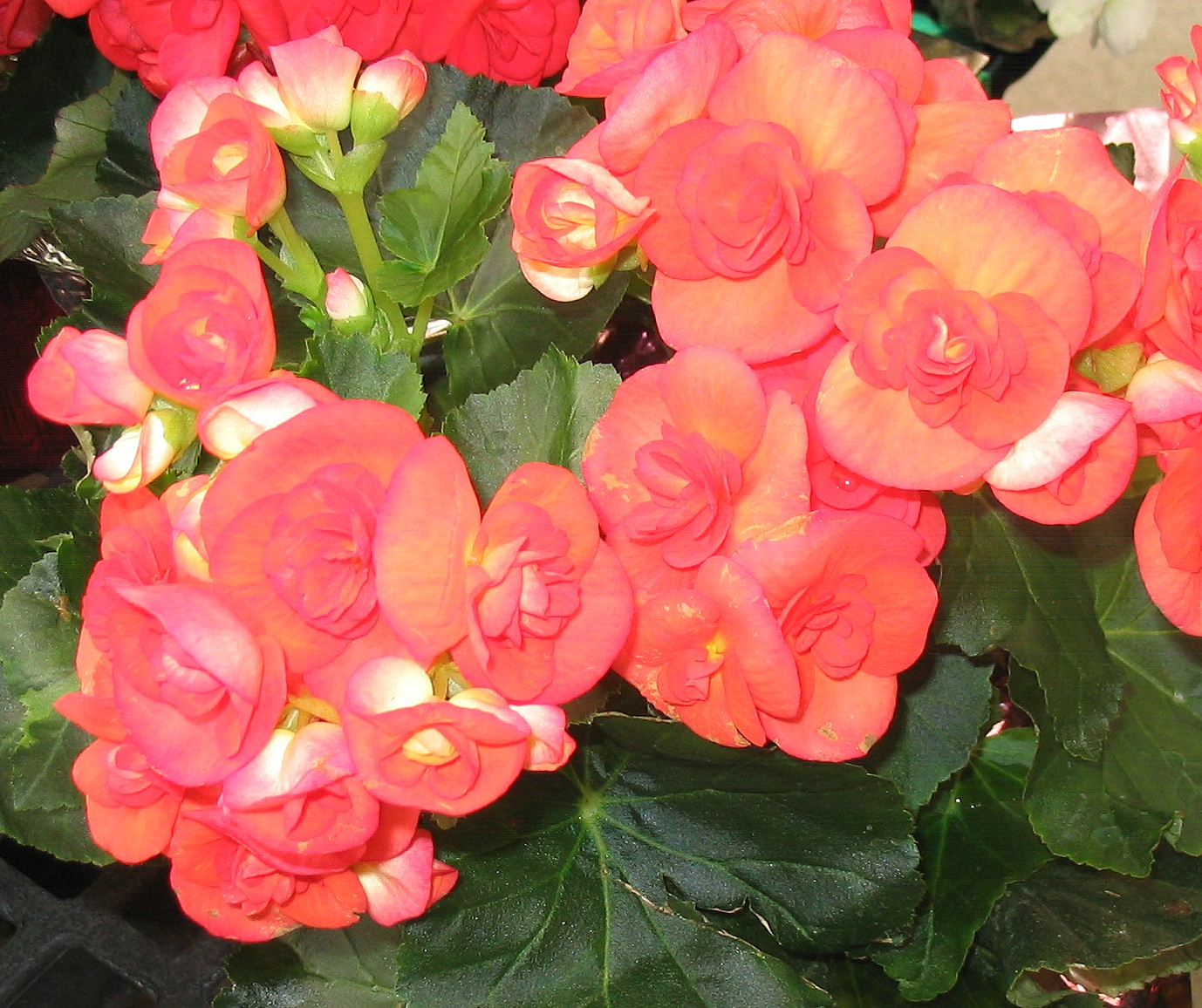
Kvetoucí begónie
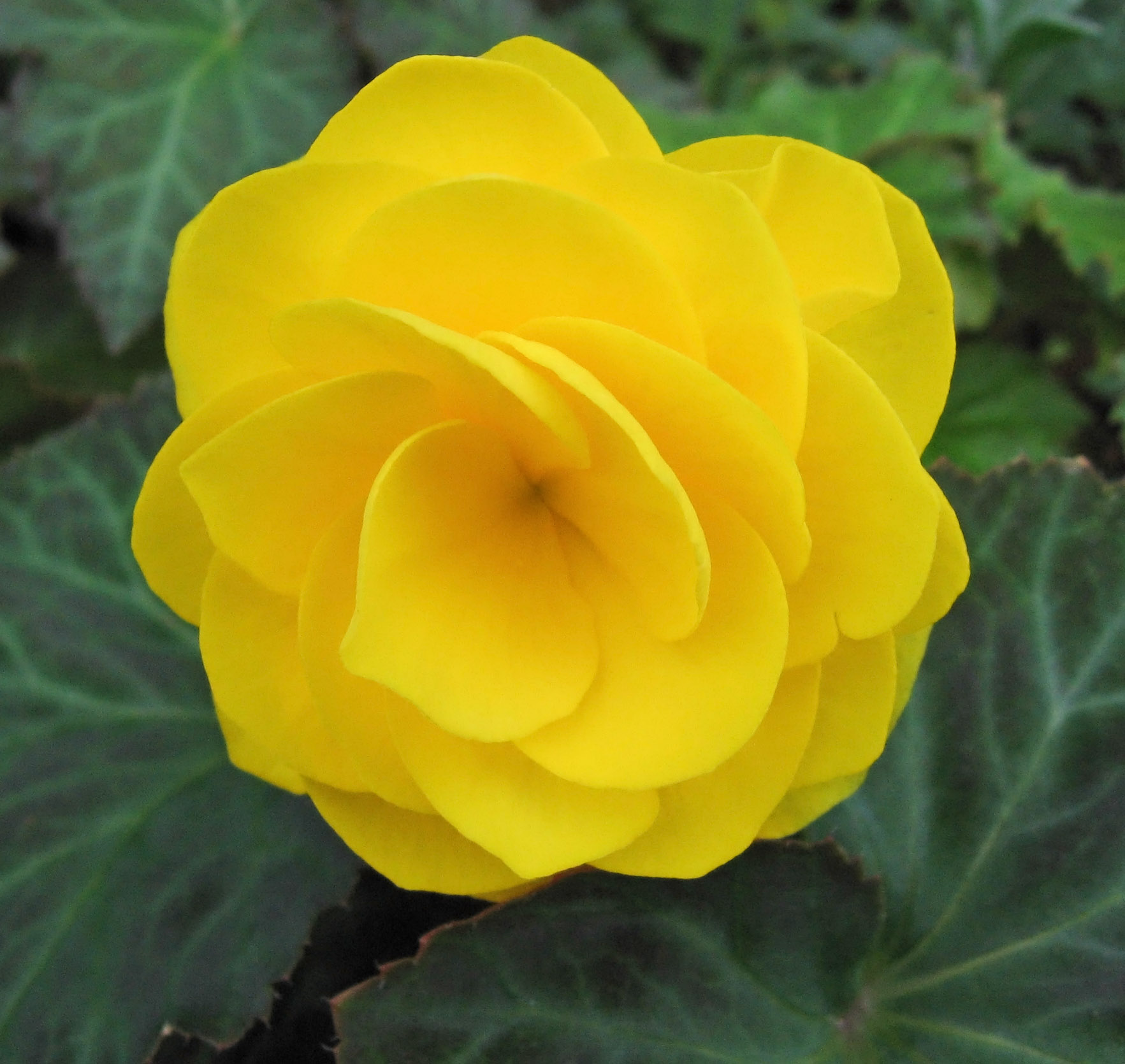
Květy begónie mohou mít různé barvy
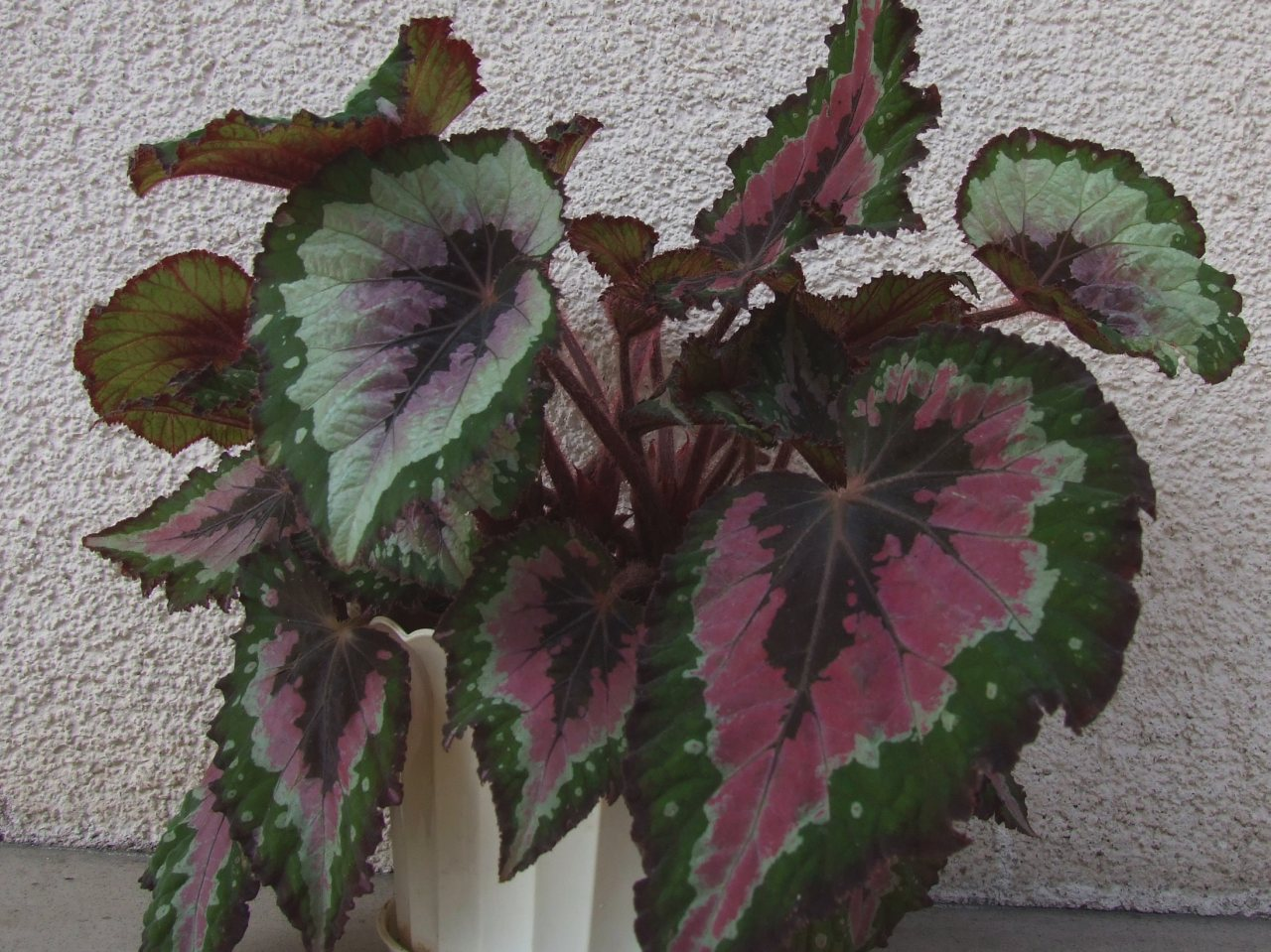
Barevný list Begonia rex
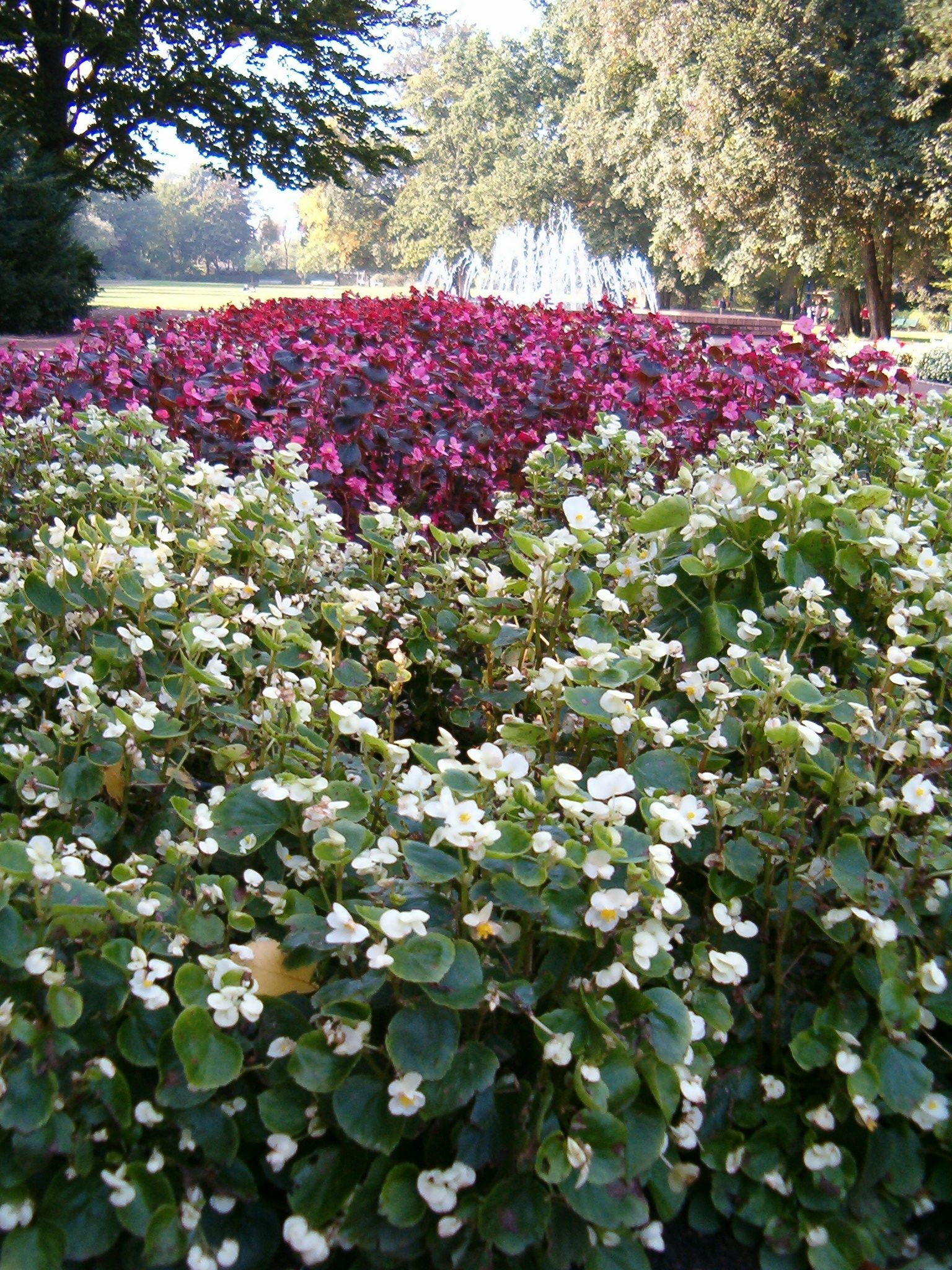
Begonia semperflorens je často pěstovaná jako záhonová květina